# Termitomyces umkowaan
Termitomyces umkowaan är en svampart som först beskrevs av Cooke & Massee, och fick sitt nu gällande namn av D.A. Reid 1975. Termitomyces umkowaan ingår i släktet Termitomyces och familjen Lyophyllaceae.   Inga underarter finns listade i Catalogue of Life.